# The Most Dangerous
Albums de Blaq Poet
Blaq Death
(2013)
The Most Dangerous est le septième album studio de Blaq Poet, sorti le 24 juin 2016.

## Liste des titres
| No  | Titre                                                              | Durée |
| --- | ------------------------------------------------------------------ | ----- |
| 1.  | The Most Dangerous (Produit par Venom)                             | 2:24  |
| 2.  | Lessons of Madness (featuring Ruste Juxx – Produit par Kyo Itachi) | 3:39  |
| 3.  | P.I.C (featuring Comet – Produit par Kyo Itachi)                   | 2:31  |
| 4.  | Think Fast (Produit par Kyo Itachi)                                | 2:13  |
| 5.  | Heavy Metal (featuring Screwball – Produit par Venom)              | 4:11  |
| 6.  | Manhunt Underway (skit) (Produit par Venom)                        | 0:37  |
| 7.  | The Love Runs Out (Produit par Kyo Itachi)                         | 2:14  |
| 8.  | Head Chopping (featuring Bankai Fam – Produit par Kyo Itachi)      | 4:09  |
| 9.  | Forever Hood (Produit par Kyo Itachi)                              | 0:52  |
| 10. | Eternal Flames (featuring Tragedy Khadafi – Produit par Venom)     | 2:18  |
| 11. | Live Warrior (Produit par Venom)                                   | 3:11  |
| 12. | Ruff Livin' (featuring Dro Pesci – Produit par Kyo Itachi)         | 3:53  |
| 13. | U Did It to U Self (Produit par Kyo Itachi)                        | 2:35  |